# Afrikanische Bereitschaftstruppe

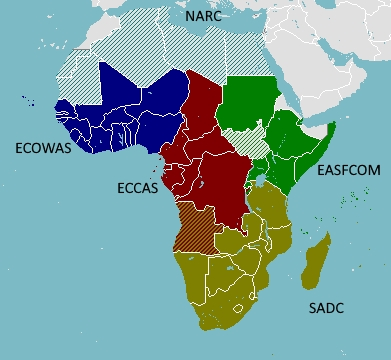
Karte der fünf Regionen der ASF

Die Afrikanische Bereitschaftstruppe (englisch African Standby Force, ASF) ist ein afrikanischer Militärverband, der von der Afrikanischen Union (AU) gesteuert wird.

## Geschichte

### Beschluss
Die ASF ist Teil der Afrikanischen Friedens- und Sicherheitsarchitektur (APSA) und entstand im Kontext blutiger Konflikte der 1990er-Jahre auf dem afrikanischen Kontinent, vor allem des Genozids in Ruanda. Vor diesem Hintergrund beschloss die Organisation für Afrikanische Einheit (OAU) die Gründung der AU als starkes kontinentales Bündnis. Im Rahmen dieser Neugestaltung der politischen Organisation des Kontinents entstand auch die APSA mit der Afrikanischen Bereitschaftstruppe als einer von fünf Säulen für die Wahrung des Friedens in Afrika. Im Jahr 2003 wurde das Protokoll über die Einrichtung des Friedens- und Sicherheitsrats (PSC) ratifiziert, das auch die Einrichtung der Afrikanischen Bereitschaftstruppe vorsah.

### Umsetzung

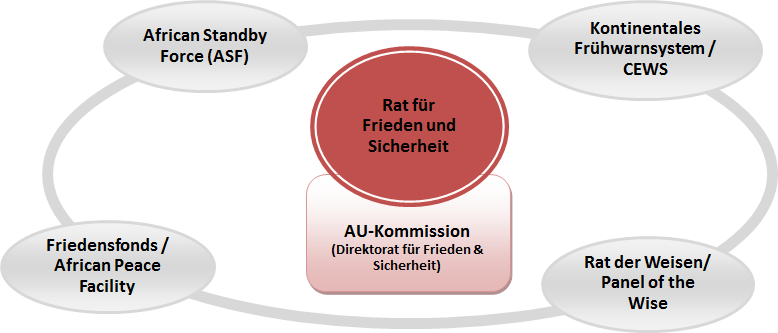
Die fünf APSA-Säulen mit dem Rat für Frieden und Sicherheit als zentraler Institution

Der Aufbau der ASF soll in zwei Phasen ablaufen:

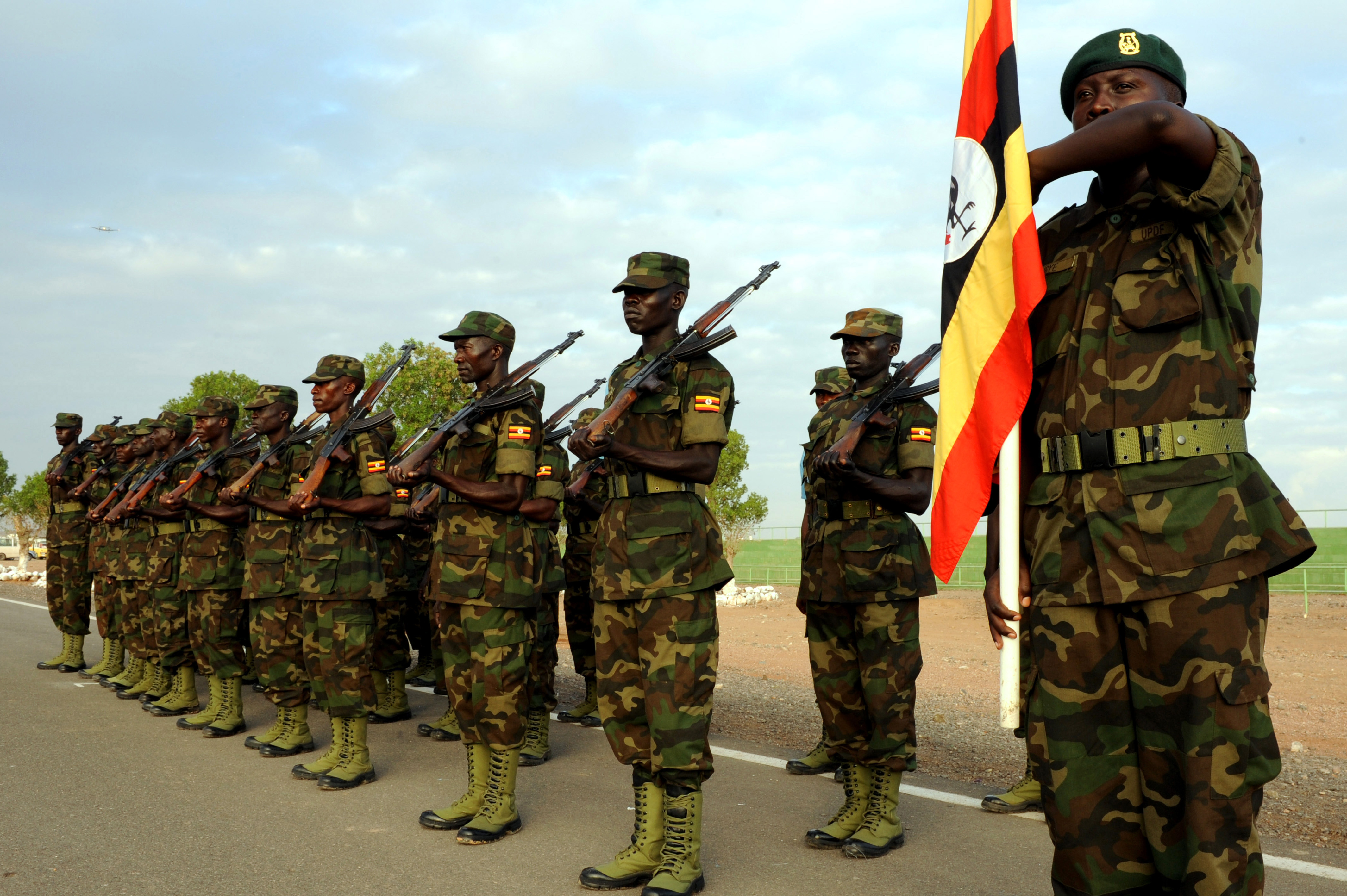
Ugandische Soldaten bei einem Manöver der Ostafrikanischen Brigade im November 2009 in Dschibuti

- Ugandische Soldaten bei einem Manöver der Ostafrikanischen Brigade im November 2009 in DschibutiPhase 1 (planmäßig bis 30. Juni 2005): Die ASF soll in der Lage sein, einige der möglichen Missionstypen zu bewältigen. Außerdem soll eine verstärkte strategische Ausbildung der Truppe erfolgen. Auf regionaler Ebene sollen die Brigaden aufgebaut und ausgebildet werden.
- Phase 2 (planmäßig bis 30. Juni 2010): Die ASF soll zum Ende dieser Phase bereits komplexere Friedenssicherungsmission übernehmen können. Zudem soll der Rang eines Generalmajors zur Lenkung der Truppe eingeführt werden. Die regionalen Brigaden soll vor allem einen schnellen Aufmarsch in Krisensituationen ermöglichen.

Zur Umsetzung von Phase 2 wurden Fahrpläne mit konkreten Maßnahmen erarbeitet, Fahrplan I für die den Zeitraum Juni 2006 bis März 2008 und Fahrplan II für April 2008 bis Dezember 2010. Nachdem die volle Einsatzbereitschaft der Truppe 2010 nicht erreicht werden konnte, wurde Fahrplan III bis Dezember 2015 aufgestellt.
Im Oktober 2015 wurden die regionalen Brigaden erstmals zu einem Manöver der ASF in Südafrika zusammengezogen. Das Manöver, das zuvor aus politischen Gründen von Lesotho nach Südafrika verlegt werden musste, galt als wichtiger Test für die Einsatzbereitschaft der ASF. Im Jahr 2016 wurde die vollständige Einsatzbereitschaft der ASF offiziell verkündet. 2017 untersuchte eine Expertenkommission im Auftrag des AU-Sicherheitsrats die regionalen Brigaden der ASF auf ihre Einsatzbereitschaft hin und stellte erhebliche Mängel in zwei der fünf Brigaden fest. Am 5. Januar 2018 wurde das logistische Zentrum der ASF im kamerunische Douala offiziell eingeweiht. Im Oktober 2018 fanden mehrere Workshops zur Ausrichtung der afrikanischen Union statt, insbesondere im Hinblick auf veränderte Anforderungen wie den Terrorismus, beispielsweise durch Boko Haram.

## Gliederung

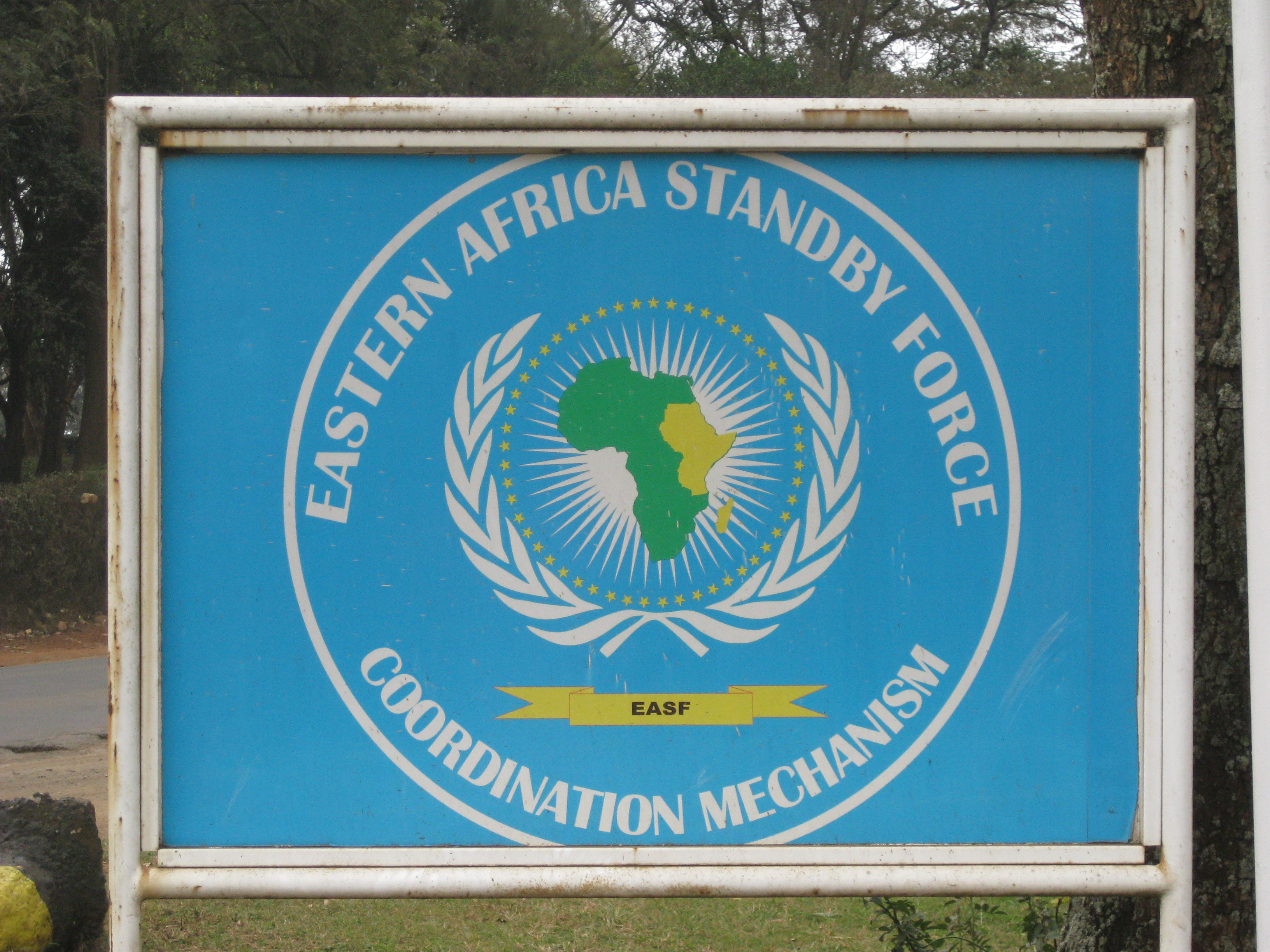
Logo der Ostafrikanischen Brigade

Wie die gesamte Afrikanische Union setzt auch die Afrikanische Bereitschaftstruppe auf die Zusammenarbeit mehrerer regionaler Bündnisse. Diese entsprechen den bedeutendsten Wirtschaftsbündnisse des Kontinents: (Mehrfachnennung)
| Nordafrika (NARC) | Westafrika (ESF) | Zentralafrika (CASF)            | Ostafrika (EASF) | Südliches Afrika (SASF)         |
| ----------------- | ---------------- | ------------------------------- | ---------------- | ------------------------------- |
| Ägypten           | Benin            | Äquatorialguinea                | Äthiopien        | Botswana                        |
| Algerien          | Burkina Faso     | Kamerun                         | Dschibuti        | Lesotho                         |
| Libyen            | Elfenbeinküste   | Republik Kongo                  | Eritrea          | Eswatini                        |
| Mauretanien       | Gambia           | São Tomé und Príncipe           | Kenia            | Madagaskar                      |
| Tunesien          | Ghana            | Zentralafrikanische Republik    | Komoren          | Malawi                          |
| Westsahara        | Guinea-Bissau    | ( Angola)                       | Ruanda           | Mauritius                       |
| Marokko           | Kap Verde        | ( Burundi)                      | Seychellen       | Mosambik                        |
|                   | Liberia          | ( Demokratische Republik Kongo) | Somalia          | Namibia                         |
|                   | Mali             |                                 | Sudan            | Sambia                          |
|                   | Nigeria          |                                 | Uganda           | Simbabwe                        |
|                   | Niger            |                                 | ( Burundi)       | Südafrika                       |
|                   | Senegal          |                                 |                  | Tansania                        |
|                   | Sierra Leone     |                                 |                  | ( Angola)                       |
|                   |                  |                                 |                  | ( Demokratische Republik Kongo) |

Den Planungen zufolge, soll jede dieser Regionen eine Brigade aus circa 5.000 Mann stellen, die insgesamt die Afrikanische Einsatztruppe mit 25.000 bis 30.000 Soldaten bilden. Eine interne Untersuchung im Jahr 2017 ergab, dass die Brigaden aus Nordafrika und Zentralafrika den Ansprüchen nicht entsprechen und in ihrer Entwicklung deutlich hinter den drei anderen Heeresteilen zurückstehen.

## Kompetenzen
In der Gründungsakte der Afrikanischen Union wird explizit festgehalten, dass die AU das Recht hat, nach einem Beschluss der Versammlung in einem Mitgliedsstaat zu intervenieren, um Kriegsverbrechen, Genozide und Verbrechen gegen die Menschlichkeit zu bekämpfen und Frieden und Sicherheit wiederherzustellen. Für ein Eingreifen der ASF wurden sechs Szenarien festgeschrieben:
1. Militärische Beratung einer politischen Mission
2. Beobachtungsmission in Zusammenarbeit mit den Vereinten Nationen
3. Alleinige Beobachtungsmission
4. Präventive Mission zur Friedenssicherung
5. Komplexe Mission zur Friedenssicherung
6. Intervention der Afrikanischen Union, z. B. um einen Genozid zu verhindern

Für die Szenarien 1 bis 5 soll die ASF innerhalb von 30 Tagen eine Einsatztruppe formiert werden können, für Szenario 6 soll bereits nach 14 Tagen eine schlagkräftige Truppe zur Verfügung stehen.

## Organisation

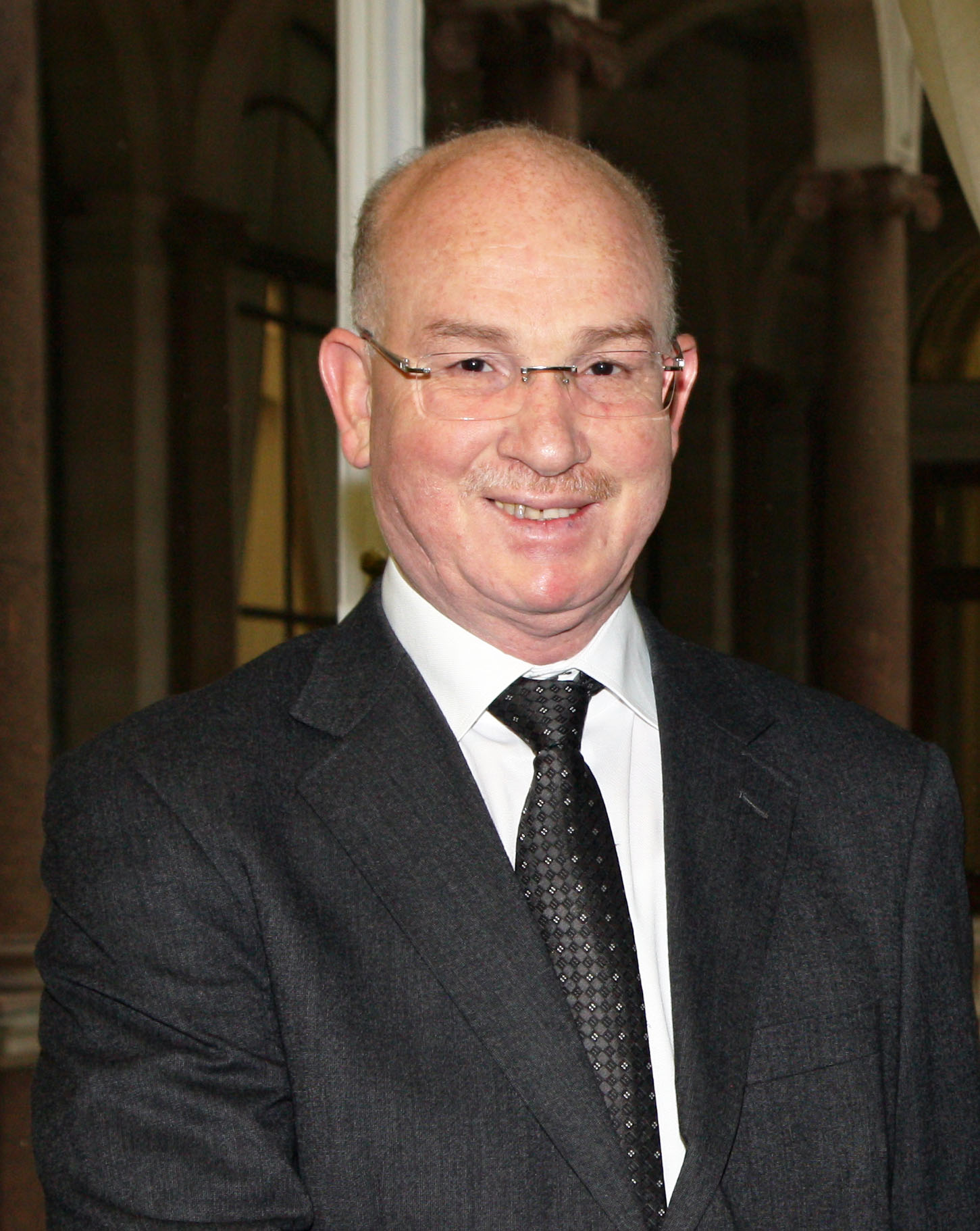
Smail Chergui, aktuell Kommissar für Frieden und Sicherheit

Das Hauptquartier der ASF befindet sich in der äthiopischen Hauptstadt Addis Abeba, das logistische Zentrum (LOGBASE) in Douala, Kamerun. Von großer Bedeutung für die Organisation der ASF ist der Friedens- und Sicherheitsrat (PSC) der Afrikanischen Union. Der PSC ist als einzige Institution befugt, Missionen der ASF anzuordnen oder zu beenden. Dabei wird der PSC von einem Komitee des militärischen Stabes der ASF in militärischen Fragen beraten. Allgemein steht die Truppe unter direkter Kontrolle der Kommission der Afrikanischen Union, wobei vor allem der Kommissar für Frieden und Sicherheit eine zentrale Rolle in der ASF spielt. Die Mitgliedstaaten geben die Befehlsgewalt über ihre Truppenkontingente an die Kommission ab.
Die Afrikanische Union insgesamt soll dabei die Aktivitäten der fünf Regionen steuern und koordinieren, beispielsweise, um die Standardisierung des Materials voranzutreiben. Außerdem dient sie als Kontrollinstanz für die Entwicklung und Leitung der regionalen Brigaden. Um der internationalen Natur der Truppe gerecht zu werden, sollen Führungsposition in einem rotierenden System, das die Kompetenz und den Beitrag der Staaten berücksichtigt, besetzt werden.
Auch auf regionaler Ebene sollen Strukturen zur Organisation der Brigaden entstehen. So sieht der Gründungsvertrag der ASF vor, dass in jeder der fünf Regionen ein Hauptquartier und eine ständige Planungseinheit entstehen sollen. Außerdem sind Einrichtungen für Logistik und Training der Soldaten vorgesehen.